# 王云 (北魏)
王云（？—517年），字罗汉，北海郡剧县（今山东省潍坊市昌乐县）人，北魏官员。

## 生平
王云很有气节，从尚书郎入为中书舍人，转任司州别驾、光禄少卿，改任卫尉少卿，外任冠军将军、尚书、兖州刺史，很快进军号征虏将军。王云在兖州收受部下荆山戍主杜虞的贿赂，又挪用官方的娟绸，以参与牟利，被御史弹劾，交付廷尉收审，遇到大赦免罪。熙平二年（517年），王云在任上去世，朝廷赠予平南将军、豫州刺史，谥号文昭，有九个儿子。

## 家庭

### 祖父
- 王宪，北魏安南将军、北海康公

### 父亲
- 王嶷，北魏镇西将军、内都大官、华山公

### 兄弟
- 王祖念，北魏东平郡太守、华山侯

### 夫人
- 清河崔氏，有学问知识和教养，生有九个儿子，都是风流有涵养，世人称之为王氏九龙[3][4]

### 子女
- 王昕，长子，北齐银青光祿大夫、祠部尚书
- 王晖，第二子，北魏尚书仪曹郎、中书舍人
- 王旰，东魏司徒主簿
- 王昭，北齐考功郎中
- 王晞，北周仪同大将军、太子谏议
- 王皓，第七子，北齐通直散骑常侍
- 王晔，北齐沧州司马
- 王氏，嫁东魏睢州刺史刘祎[5]